# Caenohalictus mitratus
Caenohalictus mitratus är en biart som först beskrevs av Joseph Vachal 1903.  Caenohalictus mitratus ingår i släktet Caenohalictus och familjen vägbin. Inga underarter finns listade.